# فرودگاه سنت فردریک
فرودگاه سنت فردریک (به انگلیسی: Saint-Frédéric Aerodrome) یک فرودگاه همگانی است که یک باند فرود آسفالت دارد و طول باند آن ۱۰۸۹ متر است. این فرودگاه در شهر سنت فردریک، کبک کشور کانادا قرار دارد و در ارتفاع ۳۰۲ متری از سطح دریا واقع شده است.